# Championnat d'Angola de football 1986
La saison 1986 du Championnat d'Angola de football est la huitième édition de la première division en Angola. Les quatorze meilleures équipes du pays sont regroupées au sein d'une poule unique où elles s'affrontent deux fois, à domicile et à l'extérieur. En fin de saison, les trois derniers sont relégués et remplacés par les trois meilleurs clubs de Gira Angola, la deuxième division angolaise.
C'est le Petro Atlético Luanda qui remporte le championnat cette saison après avoir terminé en tête du classement, avec neuf points d'avance sur l'Inter Luanda et treize sur le Ferroviario Huila. C'est le troisième titre de champion d'Angola de l'histoire du club.
Le vainqueur du championnat se qualifie pour la Coupe des clubs champions africains 1987. Quant au vainqueur de la Taça Angola, il se qualifie pour la Coupe des Coupes 1987.

## Clubs participants
- Primeiro de Agosto
- Inter Lunda-Sul Saurimo
- Inter Luanda
- Petro Atlético Luanda
- Mambroa SC Huambo
- Desportivo TAAG Luanda
- Sagrada Esperança
- FC Cabinda
- Desportivo Benguela
- Ferroviario Huila
- Desportivo Chela Lubango
- EC Primeiro de Maio
- Leoes de Luanda
- Petro Atlético Huambo

## Compétition
Le classement final est incomplet, seul le total de points est connu.

### Classement
| Rang | Équipe                   | Pts | J  | G | N | P | Bp | Bc | Diff |
| ---- | ------------------------ | --- | -- | - | - | - | -- | -- | ---- |
| 1    | Petro Atlético Luanda    | 39  | 26 |   |   |   |    |    |      |
| 2    | Inter LuandaC            | 30  | 26 |   |   |   |    |    |      |
| 3    | Ferroviario Huila        | 26  | 26 |   |   |   |    |    |      |
| 4    | Primeiro de Agosto       | 25  | 26 |   |   |   |    |    |      |
| 5    | FC Cabinda               | 25  | 26 |   |   |   |    |    |      |
| 6    | Sagrada Esperança        | 24  | 26 |   |   |   |    |    |      |
| 7    | Petro Atlético Huambo    | 24  | 26 |   |   |   |    |    |      |
| 8    | Desportivo Chela Lubango | 23  | 26 |   |   |   |    |    |      |
| 9    | Desortivo TAAG Luanda    | 22  | 26 |   |   |   |    |    |      |
| 10   | EC Primeiro de MaioT     | 21  | 26 |   |   |   |    |    |      |
| 11   | Mambroa SC Huambo        | 21  | 26 |   |   |   |    |    |      |
| 12   | Leoes de Luanda          | 18  | 26 |   |   |   |    |    |      |
| 13   | Desportivo Benguela      | 18  | 26 |   |   |   |    |    |      |
| 14   | Inter Lunda-Sul Saurimo  | 6   | 26 |   |   |   |    |    |      |

|  | Qualification pour la Coupe des clubs champions africains 1987 |
|  | Qualification pour la Coupe des Coupes 1987                    |
|  | Relégation directe en Gira Angola                              |
|  | T: Tenant du titre C: Vainqueur de la Taça Angola              |

## Bilan de la saison
| Championnat d'Angola de football 1986    |                                  |
| Champion                                 | Petro Atlético Luanda (3e titre) |
| Coupes et trophées                       |                                  |
| Vainqueur de la Coupe d'Angola 1986      | Inter Luanda                     |
| Qualifications continentales             |                                  |
| Coupe des clubs champions africains 1987 | Petro Atlético Luanda            |
| Coupe des Coupes 1987                    | Inter Luanda                     |
| Promotions et relégations                |                                  |
| Promus en Girabola                       | Uniao do Bié                     |
| Promus en Girabola                       | Dinamo Kwanza Sul                |
| Promus en Girabola                       | Progresso Sambizanga             |
| Relégués en Gira Angola                  | Leoes de Luanda                  |
| Relégués en Gira Angola                  | Desportivo Benguela              |
| Relégués en Gira Angola                  | Inter Lunda-Sul Saurimo          |